# Qatar Open 1990
Die Qatar Open 1990 im Badminton fanden an mehreren Spieltagen vom 17. November bis zum 3. Dezember 1990 statt. Es war die 19. Auflage des Championats.

## Finalresultate
| Disziplin    | Sieger                            | Finalist                        | Ergebnis            |
| ------------ | --------------------------------- | ------------------------------- | ------------------- |
| Herreneinzel | Mohanen Prema                     | Mohammad Afzal                  | 11–15, 15–12, 18–14 |
| Dameneinzel  | Aparna Deshpande                  | Joyce MacKenzie                 | 11–5, 7–11, 11–5    |
| Herrendoppel | Mohd. Basheer Mohanen Prema       | Riaz Jafar Natiq Mohammad Afzal | 9–15, 15–12, 15–4   |
| Damendoppel  | Aparna Deshpande Sheeba Mathew    | Anita Rayan Rosemary Thankachen | 18–14, 11–15, 15–3  |
| Mixed        | Siddiq Ahmed Dar Aparna Deshpande | Mohammad Afzal Joyce MacKenzie  | 18–16, 15–9         |